# Pterorhinus
Pterorhinus (лат.) — род воробьиных птиц из семейства кустарницевых (Leiothrichidae).
Название рода происходит от др.-греч. πτερόν — «перо» и rhinos — «ноздри».

## Таксономия
Род был выделен в 1868 году английским зоологом Робертом Свайно при описании типового вида Pterorhinus davidi.
В 2018 году по итогам молекулярно-филогенетического исследования род Garrulax был разделён, и часть видов перенесены в восстановленный род Pterorhinus. К этому же роду были добавлены 4 вида, ранее составлявшие род бабаксов (Babax).

### Классификация
Международный союз орнитологов относит к роду 23 вида:
- Pterorhinus albogularis (Gould, 1836) — Белогорлая кустарница
- Pterorhinus berthemyi (Oustalet, 1876)
- Pterorhinus caerulatus (Hodgson, 1836) — Серобокая кустарница
- Pterorhinus chinensis (Scopoli, 1786) — Китайская кустарница
- Pterorhinus courtoisi (Ménégaux, 1923) — Синеголовая тимелия
- Pterorhinus davidi Swinhoe, 1868 — Кустарница Давида
- Pterorhinus delesserti (Jerdon, 1839) — Рыжебокая кустарница
- Pterorhinus galbanus (Godwin-Austen, 1874) — Желтобрюхая кустарница
- Pterorhinus gularis (McClelland, 1840)
- Pterorhinus koslowi (Bianchi, 1905) — Бабакс Козлова
- Pterorhinus lanceolatus J. Verreaux, 1871 — Китайский бабакс
- Pterorhinus mitratus (S. Müller, 1836) — Каштаноголовая кустарница
- Pterorhinus nuchalis (Godwin-Austen, 1876)
- Pterorhinus pectoralis (Gould, 1836) — Галстучная кустарница
- Pterorhinus perspicillatus (J. F. Gmelin, 1789) — Масковая кустарница
- Pterorhinus poecilorhynchus (Gould, 1863) — Рыжешейная кустарница
- Pterorhinus ruficeps (Gould, 1863)
- Pterorhinus ruficollis (Jardine & Selby, 1838) — Кустарница-красношейка
- Pterorhinus sannio (Swinhoe, 1867) — Белощёкая кустарница
- Pterorhinus treacheri (Sharpe, 1879)
- Pterorhinus vassali (Ogilvie-Grant, 1906) — Черноухая кустарница
- Pterorhinus waddelli (Dresser, 1905) — Большой бабакс
- Pterorhinus woodi (Finn, 1902)